# Harun (profeet)
Harun of Haroen (Arabisch: هارون) is in de islam een profeet die door God werd gezonden naar de Bani Isra'iel (Israëlieten). Harun is de (oudere) broer van de boodschapper Musa (Mozes) en is in het jodendom en christendom bekend als Aäron.
Er wordt gesteld dat Harun geboren werd vóórdat alle Israëlitische mannelijke kinderen werden gedood, terwijl zijn broer Musa wel in deze gevaarlijke periode werd geboren.
De Israëlieten en de overige mensen in Egypte, bleven enige tijd na de dood van de profeet Yusuf (Jozef) zijn leiding volgen waarna zij opnieuw in dwaling raakten. In die tijd was er ook sprake van een machtsovername door de Kopten, die sterren en afgoden aanbaden.
De heersende Kopten begonnen met de tijd neer te kijken naar de Israëlieten en lieten hen zware en gedwongen arbeid verrichten. De Israëlieten wilden verlost worden van de Koptische onderdrukking en kregen ook geen toestemming om naar het land van hun voorvaderen, Kanaän te mogen vertrekken.
Zoals in elk periode, regeerde de heersende Farao een onderdrukkende bewind tegenover de mensen.
Er is niet veel informatie over Harun uit de Koran te halen. Bij één aya wordt hij samen met Musa genoemd.
Verder wordt er melding gemaakt dat Musa van God hulp vroeg om zijn taak te verlichten en hem te ondersteunen met zijn broer Harun. Harun was namelijk een betere spreker dan hijzelf. God willigde het verzoek van Musa in en Harun kreeg van God het profeetschap.
Bekend is de waarschuwing van Harun aan de Israëlieten om niet het gouden kalf te vereren. De Israëlieten hadden namelijk al hun goud meegenomen toen zij Egypte verlieten. Hiervan maakte Samiri een kalfbeeld. De Israëlieten hadden geen oor naar de waarschuwingen van Harun en zeiden tegen hem dat ze het kalf bleven vereren totdat Musa terug zou komen. Nadat Musa terugkwam van de berg Sinaï na een gesprek met God, zag hij zijn volk het gouden kalf vereren en werd hij woedend op Harun waarom hij hen daarvan niet weerhield en God niet gehoorzaamde. Hierop maakte Harun duidelijk dat zijn volk niet naar hem luisterde. Musa zou daarna Samiri hebben verdreven.

## Dood
God maakte aan Musa duidelijk dat hij Harun naar een berg moest meenemen, omdat Hij hem wilde laten overlijden. Hierop nam Musa Harun mee naar de berg waar hij uiteindelijk overleed. Musa bad aldaar en begroef Harun op de betreffende berg. Bij deze gebeurtenis zouden beide zonen van Harun ook aanwezig zijn.
Harun leefde volgens overleveringen 117 of 120 jaar. Tijdens zijn leven bleef hij zijn volk waarschuwen voor dwalingen en bood meerdere malen het hoofd tegen zijn rebellerende en ondankbare volk.